# AIDA-model
Het AIDA-model is een marketingmodel waarbij vier essentiële stappen die in een reclame-uiting aan bod moeten komen, beschreven worden. AIDA is een acroniem dat gevormd wordt door Attention, Interest, Desire en Action.
Het AIDA-model werd voor het eerst gepubliceerd door E.K. Strong in 1925, maar zou volgens Strong zelf al eind 19e eeuw ontwikkeld zijn door St Elmo Lewis.

## AIDA-model
AIDA is een stapsgewijs model, waarbij de afzonderlijke stappen in volgorde moeten worden doorlopen. Het is in het oorspronkelijke model niet mogelijk om zonder attentie een uiteindelijke voorkeur of actie te bewerkstelligen. Het model schrijft echter niet voor of de stappen in één of meerdere reclame-uitingen moeten worden doorlopen. Het AIDA-model is daarmee geschikt voor zowel individuele uitingen, als reclamecampagnes

### A (Attention)
Ten eerste moet de attentie of aandacht (Engels: Attention) van de potentiële klant worden getrokken. Soms wordt de eerste stap ook als bekendheid (Engels: awareness) benoemd. Het doel van de communicatie is de aandacht van de consument te krijgen. Dit kan bewerkstelligd worden door een qua typografie of kleur opvallende reclame-uiting.

### I (Interest)
Interesse opwekken.
Belangstelling of verandering (Engels: Interest) is de tweede stap in het model. Het doel is om de consument te wijzen op de positieve aspecten van het product of merk. De consument moet geïnteresseerd raken. Een mogelijkheid hiertoe is het doen van een belofte (kwaliteitsgarantie) of een aantrekkelijk aanbod.

### D (Desire)
Drang, verlangen of voorkeur is de derde stap (Engels: Desire). In deze stap wordt de interesse omgezet in een verlangen of voorkeur voor het product. Vaak zal de reclame-uiting erop gericht zijn de consument ervan te overtuigen dat het product of merk waardevol is of dat de consument niet zonder kan. Daarmee kan het soms inspelen op de zogeheten fear of missing out (fomo) van de consument.

### A (Action)
Actie (Engels: Action) is de laatste fase van het AIDA-model. Het doel van deze fase is de consument te bewegen het product te kopen. De consument moet de gelegenheid hebben om actie te ondernemen om het product te bemachtigen. Een mogelijke invulling van een reclame-uiting in deze fase is door de consument te informeren waar het product te verkrijgen is.

## Nieuwe inzichten
Het AIDA-model is in de loop der tijd uitgebreid en veranderd. Een recente uitbreiding betreft de S van satisfaction, ofwel tevredenheid. De veronderstelling hierbij is dat om tot een vervolgaankoop over te gaan, de consument ook tevreden moet zijn met zijn voorafgaande aankoop. Er wordt dan gesproken van het AIDAS-model.
Ook wordt tegenwoordig wel de C van conviction of overtuiging ingevoegd. Na het creëren van interesse moet een reclame-uiting dan in overtuiging resulteren. Dit wordt het AICDA- of zelfs het AICDAS-model genoemd.
Een ander nieuw inzicht omtrent het AIDA-model betreft de volgorde. Voor sommige producten en productuitingen kan de volgorde van de verschillende stappen anders zijn dan het A-I-D-A patroon. Zo kan een verlangen (desire) bij sommige producten voorafgaan aan de interesse- of de attentiefase. Ook kan in gevallen van cognitieve dissonantie de A van action de eerste stap in het AIDA-proces zijn. Het feit dat iemand een product reeds gekocht heeft, kan er dan voor zorgen dat hij meer interesse in de reclameuitingen heeft en met behulp hiervan (achteraf) zijn interesse en verlangen rechtvaardigt.

#### Kritiek
Dit model wordt door sommigen bekritiseerd omdat het onvoldoende klantgericht is en geen rekening houdt met individuele behoeftes van kopers. Een meer op dialoog gerichte aanpak, heeft volgens hen de voorkeur omdat er ook naar de specifieke behoeften wordt gekeken van consumenten. Ook zijn er in de moderne marketingpsychologie uitgebreidere modellen die meer focussen op klantenbinding.
Ook wordt de simplistische weergave van een aankoopbesluit (van aandacht naar interesse, naar verlangen en vervolgens de actie) door de wetenschap betwijfeld. De strikt temporele volgorde van de afzonderlijke fasen van de AIDA-regel kan dan worden gebaseerd op de misvatting van het monocausale stimulus-responsmodel, dat ervan uitgaat dat een bepaalde stimulus een bepaalde respons veroorzaakt. Dit is een wetenschappelijke mythe: verwijzing naar Pavlov's conditioneringsexperiment met een hond ( Pavlov's hond ) in 1905 houdt geen rekening met dat hersenonderzoek ondertussen herhaaldelijk heeft aangetoond op welke complexe stimulus-reactiepatronen menselijk gedrag is gebaseerd (zie "Mysterious Cosmos Brain"). Ernst Pöppel , 1991).